# Crazy/Beautiful
Crazy/Beautiful är en amerikansk långfilm från 2001 i regi av John Stockwell, med Kirsten Dunst, Jay Hernandez, Bruce Davison och Herman Osorio i rollerna.

## Handling
Rikemansdottern Nicole lever ett trassligt liv med alkohol och andra droger som vardagsmat. Hon kommer inte bra överens med varken sin pappa eller med hans fru. Carlos på andra sidan har ett helt annorlunda liv, han engagerar sig i fotbollsträningen och är hjälper till i hemmet men lever i fattigdom.
Filmen skildrar mötet och kärleken mellan dessa två människor ifrån olika bakgrund.

## Om filmen
Regisserad av John Stockwell, och med Kirsten Dunst och Jay Hernandez i huvudrollerna.
Filmen hade svensk premiär 26 oktober 2001.

## Tagline
- When it's real. When it's right. Don't let anything stand in your way.

## Rollista (i urval)
| Kirsten Dunst       | – Nicole Oakley   |
| Jay Hernandez       | – Carlos          |
| Bruce Davison       | – Tom Oakley      |
| Herman Osorio       | – Luis            |
| Miguel Castro       | – Eddie           |
| Tommy De La Cruz    | – Victor          |
| Rolando Molina      | – Hector          |
| Soledad St. Hilaire | – Mrs. Nunez      |
| Lucinda Jenney      | – Courtney Oakley |
| Taryn Manning       | – Maddy           |
| Richard Steinmetz   | – Coach Bauer     |
| Ana Argueta         | – Rosa            |